# Ioan Sâmpălean
Ioan Sâmpălean (n. Tritiul de Sus, județul Cluj - d.  1938,  Blaj) a fost un delegat în Marea Adunare Națională de la Alba Iulia, organismul legislativ reprezentativ al „tuturor românilor din Transilvania, Banat și Țara Ungurească”, cel care a adoptat hotărârea privind Unirea Transilvaniei cu România, la 1 decembrie 1918.

## Biografie
Ioan Sâmpălean a fost profesor la Academia Teologică din Blaj și viceprotopop onorar.:p.8 A urmat cursurile Seminarului Teologic din Blaj, depunând jurământ la 23 ianuarie 1887.:p.40 Și-a continuat studiile în teologie la Roma, la Colegiul grecesc Sf. Atanasiu, apoi la Colegiul de Propaganda Fide. A devenit profesor de Drept și de Istorie bisericească și membru al Senatului scolastic arhidiecezan.:p.18

## Activitatea politică

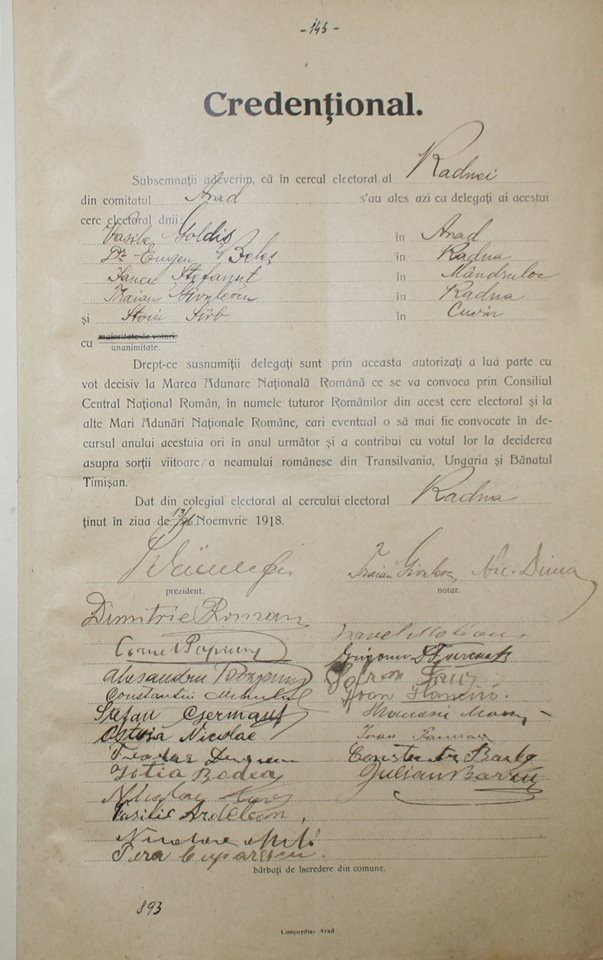
Credențional

A fost ales delegat al Seminarului teologic arhidiecezan greco-catolic din Blaj, pentru comitatul Alba la Marea Adunare Națională de la Alba-Iulia, unde a votat unirea Ardealului cu România, la 1 decembrie 1918.